# 里昂人壁画
里昂人壁画（Fresque des Lyonnais）是法国城市里昂的一幅壁画，位于里昂第一区，索恩河畔的圣樊尚滨河路49号和马蒂尼埃街2号的转角处。壁画描绘了里昂的24位历史人物和6位当代人物。面积约八百平方米，由“创造之城”（Cité de la Création）创作于1994/95年。其亮点是建筑照明。

## 壁画上的人物
- 爱任纽
- 布兰迪娜（Blandine de Lyon）
- 路易斯拉贝（Louise Labé）
- Maurice Scève
- 朱丽叶雷卡米耶（Juliette Récamier）
- 克劳德布尔热拉（Claude Bourgelat）
- Pauline Jaricot
- 克劳迪泰弗内（Claudine Thévenet）
- 克劳狄一世
- 克劳德马丁（Major Général Claude Martin）
- 让萨伊（Jean-Baptiste Say）
- 安德烈-玛丽·安培
- Laurent Mourguet
- 安托万·德圣埃克絮佩里
- 皮耶·皮维斯·德·夏凡纳
- 乔瓦尼·达韦拉扎诺
- 安托万德朱西厄（Antoine de Jussieu）
- 马塞尔梅里埃（Marcel Mérieux）
- 克劳德贝尔纳（Claude Bernard）
- 爱德华·赫里欧
- 托尼加尼尔（Tony Garnier）
- 卢米埃兄弟
- 约瑟夫·玛丽·雅卡尔
- 菲利普喇沙（Philippe de la Salle）

六位当代人物是：
- 貝爾納·畢佛 Bernard Pivot
- 阿贝·皮埃尔（Abbé Pierre）
- 伯纳德拉孔布（Bernard Lacombe）
- 保羅·博庫斯
- 弗雷德里克达尔（Frédéric Dard）
- 贝特朗塔韦尼埃（Bertrand Tavernier）